# Карпенко, Зинаида Георгиевна
Зинаида Георгиевна Карпенко (26 сентября 1906, Уфа — 24 сентября 2000, Кемерово) — советский историк в области металлургической и угольной промышленности Кузбасса, доктор исторических наук (1964), профессор (1965), заслуженный деятель науки РСФСР, лауреат Государственной премии (1974).

## Биография
Родилась 26 сентября 1906 года в Уфе. В 1926 году окончила Московский государственный университет. В Хабаровске трудилась в школе, была сотрудницей краеведческого музея и архива. В 1941 году принята на работу в Калининский педагогический институт.
С 1948 года жила в Новокузнецке, где руководила кафедрой истории в педагогическом институте. В 1956 году перешла в Кемеровский педагогический институт (КПИ), в котором до 1986 года заведовала кафедрой истории СССР; оставалась работницей этой кафедры до 1996 года.
В 1964 году возглавила при кафедре истории СССР КПИ организацию лаборатории гуманитарных исследований, на базе которой в 1971 году была создана методика социальных исследований с помощью анализа личных карточек рабочих.
Была депутатом областного совета и председателем комиссии народного образования. Возглавляла лабораторию трудовых ресурсов при областном совете.
В 1998 году получила звание почётного гражданина Кемеровской области.

## Сочинения
- Горная и металлургическая промышленность Западной Сибири в 1700—1860 гг. Новосибирск, 1963;
- Рабочие индустриального Кузбасса. Кемерово, 1970 (в соавт.);
- Кузнецкий угольный. 1721—1971. Кемерово, 1971.[1]

## Награды
Удостоена орденов Октябрьской Революции, «Знак Почёта» и медалей.